# ربنگتسا لشنا
ربنگتسا لشنا (به لهستانی:  Rybnica Leśna) یک روستا در لهستان است که در گمینا میروشوو واقع شده‌است. ربنگتسا لشنا ۲۱۰ نفر جمعیت دارد.